# Напалкова (деревня)
Напалкова — деревня в Пермском крае России. Входит в Александровский муниципальный округ. Фактически урочище, население не зафиксировано с 2020 года.

## География
Деревня расположена в устье реки Игум (левый приток реки Яйва), по берегу Усть-Игумского пруда, между деревнями Гарнова и Шумково, примерно в 24 км к юго-западу от прежнего административного центра поселения — Всеволодо-Вильвы.

## История
Напалкова вошла в муниципальное образование «Всеволодо-Вильвенское городское поселение» в ходе муниципальной реформы 2006 года.
С 2006 до 2019 гг. входила в Всеволодо-Вильвенское городское поселение Александровского муниципального района.

## Население
| 2010 |
| ---- |
| 0    |

## Инфраструктура
Личное подсобное хозяйство с зоной сельскохозяйственного использования, индивидуальная застройка усадебного типа.

## Транспорт
Просёлочные дороги.

## Топографические карты
- Лист карты O-40-31. Масштаб: 1 : 100 000. Состояние местности на 1982 год. Издание 1987 г.